# Vara de Rey
Vara de Rey község Spanyolországban, Cuenca tartományban. Vara de Rey San Clemente, Atalaya del Cañavate, Tébar, Sisante, Pozoamargo, Casas de Haro és Casas de Fernando Alonso községekkel határos. Lakosainak száma 470 fő (2024).

## Népesség
A település népessége az utóbbi években az alábbiak szerint változott:
| Lakosok száma | 676  | 637  | 622  | 632  | 626  | 577  | 556  | 496  | 473  | 470  |
|               | 2001 | 2004 | 2006 | 2009 | 2011 | 2014 | 2016 | 2019 | 2021 | 2024 |